# Lawson Ramage
Lawson Paterson Ramage (ur. 19 stycznia 1909 w Monroe Bridge, zm. 15 kwietnia 1990 w Bethesda) – amerykański wojskowy, wiceadmirał United States Navy, w okresie II wojny światowej jeden z asów wojny podwodnej, odznaczony Medalem Honoru.

## Życiorys
Lawson P. Ramage urodził się w miejscowości Monroe Bridge w stanie Massachusetts. W 1931 ukończył Akademię Marynarki Wojennej Stanów Zjednoczonych. Służył na niszczycielach USS „Dickerson” i USS „Lawrence” oraz krążowniku ciężkim USS „Louisville”, by w grudniu 1935, po ukończeniu kursów w szkole broni podwodnej w Naval Submarine Base New London otrzymać przydział na okręt podwodny USS S-29. W 1938 odbył studia podyplomowe w Akademii Marynarki Wojennej, zaś we wrześniu 1939 powrócił do służby na okręcie nawodnym, niszczycielu USS „Sands”, pełniąc funkcję pierwszego oficera. W lutym 1941 został członkiem sztabu dowódcy sił podwodnych Floty Pacyfiku w bazie Pearl Harbor na Hawajach. Przebywał w niej 7 grudnia 1941 podczas japońskiego nalotu, po którym Stany Zjednoczone przystąpiły do II wojny światowej.
W kwietniu następnego roku został oficerem nawigacyjnym na okręcie podwodnym USS „Grenadier”. Za swą służbę na tej jednostce został wyróżniony Srebrną Gwiazdą. W czerwcu 1942 objął dowództwo okrętu podwodnego USS „Trout”. Na swoim pierwszym patrolu zaatakował i uszkodził japoński lotniskowiec „Taiyō”, za co został odznaczony Navy Cross. W listopadzie awansował na komandora porucznika (Commander), zaś w czerwcu 1943 został dowódcą nowego okrętu podwodnego, USS „Parche”. Na drugim patrolu, współdziałając z okrętem podwodnym, USS „Steelhead”, zaatakował japoński konwój, zatapiając w śmiałej akcji dwa i uszkadzając kolejne dwa statki oraz przyczyniając się do zatopienia jeszcze jednego. Za ten wyczyn został, jako pierwszy żyjący oficer okrętu podwodnego, odznaczony Medalem Honoru.
W styczniu 1945 objął dowodzenie 2. Dywizjonem Okrętów Podwodnych Floty Pacyfiku. W sierpniu 1947 rozpoczął służbę w biurze Szefa Operacji Morskich, zaś w lipcu 1950, po ukończeniu studiów w Armed Forces Staff College, został oficerem sztabu dowódcy sił podwodnych Floty Atlantyckiej. We wrześniu 1951 powrócił do służby liniowej, jako dowódca 6. Dywizjonu Okrętów Podwodnych. Następnie obejmował szereg stanowisk liniowych i sztabowych, by w lipcu 1956 zostać awansowany do stopnia kontradmirała (Rear Admiral). Siedem lat później został wiceadmirałem (Vice Admiral). W 1964 objął dowodzenie Pierwszą Flotą. Następnie służył jako zastępca dowódcy i szef sztabu Floty Pacyfiku oraz szef Wojskowej Morskiej Służby Transportowej. Przeszedł w stan spoczynku w 1969.
Zmarł 15 kwietnia 1990 w Bethesda i został pochowany na Cmentarzu Narodowym w Arlington. Na jego cześć nazwano niszczyciel USS „Ramage”.

## Odznaczenia
- Medal Honoru
- Krzyż Marynarki Wojennej – dwukrotnie
- Medal Marynarki Wojennej za Wybitną Służbę – dwukrotnie
- Srebrna Gwiazda
- Brązowa Gwiazda
- Medal Pochwalny Marynarki Wojennej z odznaką waleczności – dwukrotnie
- Combat Action Ribbon
- Medal Amerykańskiej Służby Obronnej – dwukrotnie
- Medal Kampanii Amerykańskiej
- Medal Kampanii Azji-Pacyfiku
- Medal Zwycięstwa w II Wojnie Światowej
- Medal Służby Okupacyjnej Marynarki Wojennej
- Medal Służby Obrony Narodowej
- Medal Wyzwolenia Filipin (Filipiny)